# Canal Lake
Canal Lake är en sjö i Kanada.   Den ligger i kommunen Kawartha Lakes och provinsen Ontario, i den sydöstra delen av landet, 280 km väster om huvudstaden Ottawa. Arean är 10,4 kvadratkilometer. Den sträcker sig 7,1 kilometer i nord-sydlig riktning, och 6,5 kilometer i öst-västlig riktning.